# Es Molí de Vent
Es Molí de Vent o Molí de Son Torrella és un antic molí fariner de vent, situat dalt del Puig des Molí de Vent a Santa Maria del Camí.
Les primeres fonts escrites daten de períodes molt antics. En un inventari de la possessió de Son Torrella de 1733 ja hi és esmentat. És un dels set molins del terme que Jeroni de Berard esmenta el 1789. Tenia la maquinària de molta a dalt i està format per una torre de planta circular i base constituïda per dos espais amb voltes. Entre aquests dos volums hi ha l'escala que du a l'envelador i permet accedir a la torre, que conserva una escala de caragol volada (amb pujadors adossats al mur).

## Catalogació
- Catàleg de béns patrimonials de Santa Maria del Camí nº SMA 310 Denominació: Molí de Son Torrella. P. 351-353.
- Normes Subsidiàries de Planejament de Santa Maria del Camí. Document 6: Catàleg. Ajuntament de Santa Maria del Camí, 1987.
- Inventari dels molins fariners de vent. Associació d'Amics dels Molins de Mallorca. Santa Maria, fitxa 2. Mallorca, 1989-1991.